# Keratynocyt
Keratynocyty – komórki naskórka pochodzenia ektodermalnego biorące udział w procesie keratynizacji. 
Keratynocyty w naskórku układają w kilka warstw:
- podstawną
- kolczystą
- ziarnistą
- jasną
- zrogowaciałą

Łączą się ściśle za pomocą desmosomów, a komórki warstwy podstawnej przytwierdzone są do błony podstawnej za pomocą hemidesmosomów.
W warstwie podstawnej znajdują się komórki macierzyste naskórka, dzięki którym zachodzi jego odnowa. Keratynocyty ulegające różnicowaniu stopniowo przesuwają się ku powierzchni naskórka i tworząc ostatecznie warstwę zrogowaciałą na powierzchni. Cykl tej migracji wynosi ok. 30 dni.
Komórki słabo zróżnicowanych keratynocytów odznaczają się znaczną aktywnością metaboliczną.
Produkują białka nieenzymatyczne: lamininę, fibronektynę, kolagen typu IV, proteoglikany oraz enzymy: kolagenazę, i transglutaminazę K. Specyficznymi produktami keratynocytów są białka mające swój udział w keratynizacji, takie jak: cytokeratyny, profilagryny, SPR, lorykryny i inwolukryny. Produkt keratynocyta – acyloglukozyloceramid stanowi o nieprzepuszczalności naskórka dla wody, co ma znaczenie w ochronie przed jej utratą przez organizm.